# Esther Chevalier
Esther Chevalier (13 de septiembre de 1853, Montrouge-1936) fue una mezzosoprano francesa, activa en París casi exclusivamente en la Opéra-Comique, apareciendo en varios estrenos operísticos allí.

## Biografía
Chevalier nació el 13 de septiembre de 1853 en Montrouge. Fue alumna de Saint-Yves Bax y ganó los primeros premios en el Conservatorio de París, tanto en estudios vocales como en opéra-comique.
Hizo su debut en la Opéra-Comique el 6 de octubre de 1873 como Angèle en El dominó negro y pasó a crear muchos papeles, como Mercedes en Carmen, Manette en La chambre bleue, La duègne en La Fille de Tabarin, Javotte en Manon, Herminie en La soeur de Jocrisse, la balayeuse en Louise y Prudence en Xavière, así como Meg en el estreno francés de Falstaff en 1894. Sus otros papeles en la Salle Favart incluyeron a Nicklause en Los cuentos de Hoffmann, Jenny en La dama blanca, Louise en Le Déserteur, Rose Friquet en Les dragons de Villars, el papel principal en Mignon, Taven en Mireille, une fée en La flauta mágica, Myrza en Lalla-Roukh, Marguérite en Le Pré aux clercs, Laurette en Richard Cœur-de-Lion y Rita en Zampa.
Cantó el papel principal de Carmen en la Opéra-Comique en 1892, habiéndolo cantado previamente en Dieppe.
Malherbe describió a Chevalier como una artista inteligente, que fue invaluable para su compañía durante muchos años, abordando una amplia gama de papeles, desde grandes damas hasta soubrettes, y dejando huella incluso en los papeles más pequeños.